# Second Toughest in the Infants
Second Toughest in the Infants è il quarto album in studio del gruppo musicale britannico Underworld, pubblicato l'11 marzo 1996.

## Tracce
1. Juanita: Kiteless: To Dream of Love – 16:36
2. Banstyle / Sappy's Curry – 15:22
3. Confusion the Waitress – 6:47
4. Rowla – 6:31
5. Pearl's Girl – 9:36
6. Air Towel – 7:37
7. Blueski – 2:55
8. Stagger – 7:37